# Gamma-glutamyltranspeptidase
Pour les articles homonymes, voir GGT.
Une gamma-glutamyltranspeptidase (γ-GT, ou Gamma-GT, ou GGT), ou γ-glutamyltransférase, est une aminoacyltransférase qui catalyse la réaction :
(5-L-glutamyl)-peptide + acide aminé  {\displaystyle \rightleftharpoons }  peptide + 5-L-glutamyl-acide aminé.
Ces enzymes hépatiques sont impliquées dans le métabolisme des acides aminés. On les trouve aussi dans d'autres tissus, notamment le rein,, le pancréas, ou encore dans l'épididyme. 
Chez l'alcoolique, leur taux augmente corrélativement à une modification du volume globulaire moyen (ou VGM, une valeur biologique décrivant la taille des globules rouges). L'association de ces deux indicateurs serait un indice plus fiable d'alcoolisme selon une étude publiée par la JAMA ; des études suggèrent que le dosage des GGT pourrait avoir valeur de test de dépistage de l'alcoolisme.
On en a aussi trouvé dans les capillaires sanguins du cerveau (à partir d'homogénats de cortex cérébral bovin). L'enzyme a été localisée dans les cellules endothéliales par histochimie, ce qui laisse penser que les Gamma-GT pourraient aussi jouer un rôle dans le transfert de certains acides aminés au travers la barrière hémato-encéphalique,.
On a également trouvé des Gamma-GT chez des plantes.

## Fonction
La GGT est présente dans les membranes des cellules de nombreux tissus, y compris les reins, les voies biliaires, le pancréas, le foie, la rate, le cœur, le cerveau, et les vésicules séminales. Elle est impliquée dans le transfert d'acides aminés à travers la membrane cellulaire et le métabolisme des leucotriènes. Elle est également impliquée dans le métabolisme du glutathion par le transfert de la fraction glutamyle à une variété de molécules d'accepteur y compris l'eau, certains acides L-aminés et des peptides, en laissant la cystéine produite pour préserver l'homéostasie intracellulaire du stress oxydatif.

## Analyses médicales
La détermination de l'activité sérique des Gamma-GT est un indice (si cette activité est élevée) d'anomalie du foie (le plus souvent due à un alcoolisme chronique (spécificité à 80 %) ; les gamma GT sont un marqueur d'absorption d'alcool dans le mois ayant précédé la prise de sang), une cirrhose hépatique, une nécrose hépatique, des tumeurs ou cancers hépatiques, une hépatite (virale ou microbienne), toxique ou médicamenteuse (médicaments hépatotoxiques)... bien que cela puisse également être dû à d'autres états tels :
- infarctus du myocarde ou insuffisance cardiaque ;
- insuffisance rénale aiguë, syndrome néphrotique ;
- cholestase ou autre maladie des voies biliaires, alors souvent associé à une congestion des voies biliaires ou à une augmentation de la valeur phosphatase alcaline ;
- restriction du flux sanguin vers le foie ;
- obésité, hypertriglycéridémie ;
- accident vasculaire cérébral, maladies neurologiques, épilepsie ;
- certains autres cancers[9] (cancer du sein, mélanome[10]) ;
- prise de certains médicaments (somnifères, barbituriques, antidiabétiques, pilule contraceptive, médicaments antihypertenseurs) ;
- diabète (stéatose) ;
- hyperthyroïdie.

5 à 10 % des patients ont des taux élevés, sans cause connue.
Les GGT pourraient aussi être impliqués dans la genèse de certains cancers du foie,.
Certaines personnes présentent une glutathionémie et une glutathionurie marquée. L'étude de ce trouble pourrait permettre de mieux comprendre les rôles de cette transpeptidase dans le transport des acides aminés et dans le métabolisme du glutathion.

## Dans le domaine de l'alcoologie
Le taux de Gamma GT (GGT) ne renseigne pas sur la quantité d'alcool ingéré, ni sur la durée d’intoxication alcoolique, mais il est considéré comme un marqueur fiable de l'intoxication alcoolique chronique (les GGT n’augmentent pas à la suite d'une intoxication alcoolique aiguë, mais environ un mois après une intoxication qui débute).
Une étude ayant porté sur des adultes employés ou chefs d'entreprises a conclu que dans cet échantillon, dépasser 50 UI/L correspondait dans 62 % des cas à l'ingestion d'au moins 450 g d'alcool par semaine. Des faux négatifs ayant en outre pu se faire à cause de la sous-estimation de la consommation d'alcool par le patient.
Le dosage des Gamma GT permet aussi de suivre sur le moyen et long terme l'observance d'un régime sans alcool.

## Analyses
Elles se font via un prélèvement sanguin, en général au pli du coude, sans conditions spéciales (mais d'autres examens demandés par le même bilan peuvent imposer des précautions particulières).

Des tests colorimétriques ou autres permettent ensuite de doser l'enzyme.

## Valeur normale
Pour un adulte moyen, le taux de Gamma GT plasmatique ne doit pas dépasser 55 UI/L (unités internationales par litre).
Plus précisément, la valeur normale de la concentration en GGT doit être comprise entre :
- 15 et 60 UI/L* pour un homme ;
- 10 et 40 UI/L pour une femme.

*(UI/L → unité internationale d'activité biologique par litre)